# Lamprosema fuscipennis
Lamprosema fuscipennis là một loài bướm đêm trong họ Crambidae.